# Вологодська область
Вологóдська óбласть (рос. Волого́дская о́бласть) — суб'єкт Російської Федерації, утворена 23 вересня 1937. Розташована на північному заході Європейської частини Росії.
- Область межує на півночі з Архангельською, на сході — з Кіровською, на півдні — з Костромською і Ярославською, на південному заході — з Тверською й Новгородською, на заході — з Ленінградською областю, на північному заході з Карелією
- Адміністративний центр — місто Вологда (288,4 тис. осіб (2005))
- Найбільше за населенням місто — Череповець (311,9 тис. осіб)
- Входить до складу Північно-Західного федерального округу

## Географічне положення, клімат, природа
Вологодська область розташована на північному сході Східно-Європейської рівнини, рельєф тут горбкуватий — чергуються низовини (Прионезька, Молого-Шекснинська), пасма (Андогська, Бєлозерська, Кирилівська) і височини (Андомська, Вепсовська, Вологодська, Галицька, Верхньовазька). На сході області — Північні Ували. Клімат помірно континентальний з холодною зимою (порівн. t січня −14)° і теплим літом (порівн. t липня +18°). Опадів досить багато — 500 мм на рік, випаровування набагато менше, тому область багата річками, озерами й болотами.
Тут протікають великі річки: Сухона із притоками Вологда й Двіниця, Юг з Лузою, Молога з Чагодощею, Шексна, верхів'я Унжи, Андома. На заході розташоване велике Рибінське водосховище, на заході озера: Біле, Кубенське й Воже. Онезьке озеро на півночі області з'єднує з Волгою Волго-Балтійський водний шлях. Рослинність типова для середньої й південної тайги. Ліси займають близько 2/3 території області, переважно ялинові. Ґрунти підзолисті й дереново-підзолисті, місцями болотні. Тваринний світ типовий для тайги: лось, бурий ведмідь, росомаха, заєць-біляк, лісова куниця, борсук, вовк, лисиця; птаха — сіра куріпка, тетерев, рябчик. У річках і озерах водяться лосось, нельма, лящ, судак, окунь, щука та ін. Природа охороняється в національному парку «Російська Північ» і Дарвінському заповіднику.
З природних ресурсів основними є запаси деревини, великі запаси прісних вод, частина незначного гідроенергопотенціалу реалізована на Шекснинській ГЕС. Корисними копалинами область не багата — є родовища торфу, будівельних матеріалів, кухонної солі й мінеральних вод, у річках зустрічається річкові перли, територія на межі з Архангельською й Кіровською областями перспективна до виявлення алмазних родовищ.

## Історія
Перша згадка про найдревніше місто Бєлозерськ відноситься до 862 року. Залишки древнього городища розташовані за 18 км східніше сучасного міста Бєлозерська. За переказом, містом правив один із братів Рюрика, засновника династії руських царів Рюриковичів — князь Синеус.
У XII столітті засновуються такі міста, як Вологда (перша згадка в історичних документах відноситься до 1264 року) і Великий Устюг (уперше згадується в літописі від 1212 як Устюг).
Більша частина міст сучасної Вологодської області була утворена в період адміністративної реформи Катерини ІІ (Череповець, Грязовець, Нікольськ і інші). Деякі міста з'явилися в ХХ столітті, у роки радянської влади: Сокол, Харовськ, Красавіно й інші.

## Соціальний портрет регіону
За даними Незалежного інституту соціальної політики Росії 2003—2005 років:
- Соціальні переваги: експортна спеціалізація промисловості, що забезпечує більш високі доходи бюджету регіону й населення провідного індустріального центру області — м. Череповця, згладжені галузеві розходження в заробітках і нижчий рівень бідності, знижене безробіття в цілому по області, відносно висока забезпеченість первинними послугами охорони здоров'я, дошкільного виховання й загальної освіти.
- Соціальні проблеми: залежність економіки області від одного підприємства; найсильніша поляризація простору — концентрація населення, економічної активності й доходів у двох найбільших містах і їхніх приміських зонах на тлі демографічної й економічної деградації великої периферії; низька доступність якісних соціальних послуг для жителів периферії; проблеми якості населення, у тому числі знижене довголіття й народжуваність.

## Населення
Вологодська область стоїть на першому місці серед регіонів по частці російського населення в регіоні (96,56 %), випереджаючи незначно Тамбовську (96,47 %) і Брянську (96,34 %) області; і на третьому місці після Брянської й Архангельської областей по частці східнослов'янського населення (Брянська — 98,37 %, Архангельська — 98,03 %, Вологодська — 97,92 %).
Національний склад (2002):
- Росіяни — 96,56 %
- Українці — 0,97 %
- Особи, що не вказали національність — 0,45 %
- Білоруси — 0,39 %
- Азербайджанці — 0,21 %
- Вірмени — 0,17 %
- Цигани — 0,16 %,

а також 1857 татар, 987 грузин, 955 німців, 439 євреїв, 426 вепсів, 320 чеченців, 250 в'єтнамців. Вепси утворюють особливу категорію, тому що представляють корінний малочисельний народ фінно-угорської групи. Вони компактно мешкають у Бабаєвському (села Пяж'яр—П'яжозеро, Куя, Пондал—Пондала, Кленовичі, П'яжелка, Шим'яр—Шимозеро) та Витегорському районах Вологодської області, також великі громади вепсів існують у с. Борисово-Судське та Ошта.
Вологодська область займає 2 місце у Північному федеральному окрузі за чисельністю населення, і 42 по Росії. По густоті населення (8,5 ос/км²) — 56 регіон у РФ, а за рівнем урбанізації (питома вага міського населення — 68 %) — 39 (без авт. округів, Москви й C.-Петербурга) (2005).
Чисельність населення області через негативний природний приріст постійно зменшується.

## Основні галузі промисловості
Основною галуззю спеціалізації є чорна металургія — 62,7 %, на другому місці — електроенергетика — 7,9 %. За підсумками 2004 року на її частку припадає 17 % виробленого в країні прокату, 16 % — сталі, 11 % — мінеральних добрив, 14,5 % — підшипників кочення, 7 % — ділової деревини, 11,4 % — лляних тканин, 1,5 % від загального обсягу російського експорту — продукція вологодських підприємств (офіційні дані обласного Уряду).
Вологодська область сильно інтегрована у світову економіку. Зовнішньоторговельний обіг в 2004 році склав $3,082 млрд. Експортовано продукції на $2,741 млрд. За обсягом експорту на душу населення область займає 6 місце серед регіонів Росії й 2 місце в Північно-Західному федеральному окрузі. Товарна структура обласного експорту визначається, насамперед, продукцією промислових гігантів — підприємств чорної металургії, хімії, машинобудування: ВАТ «Сєвєрсталь», ВАТ «Череповецький сталепрокатний завод», ВАТ «Аммофос», ВАТ «Азот», ЗАТ «Вологодський підшипниковий завод». Коефіцієнт душового виробництва по прокату чорних металів — 20, по випускові аміаку синтетичного — 8,3, по вивозу деревини — 7,6.
Економічний ріст в області досягається в основному за рахунок чорної металургії, що ставить економіку області, її соціальну сферу, в пряму залежність від фінансово-економічного положення підприємств холдингу «Сєвєрсталь-Груп», розташованих на території області. Проте, область експортує значні обсяги продуктових товарів: молоко, птиця, м'ясо, відоме вологодське масло.
Збереглися дотепер деякі традиційні художні промисли: вологодське мереживо, найбільший центр мереживоплетіння в Росії — вологодське підприємство «Сніжинка»; унікальні промисли Великого Устюга — шемогодський різьблений берест і чорніння по сріблу.

## Транспорт
Відстань від Вологди до Москви — 497 км.

### Автомобільний
- Федеральна магістраль — М8 «Холмогори» (Москва — Ярославль — Вологда — Архангельськ)
- Федеральний шлях — А114 (Вологда — Нова Ладога — а/д M18)

Головні регіональні шляхи:
- Сухонський тракт (Тотьма — Нюксениця — Великий Устюг)
- Р5 (Вологда — Кирилов — Витегра)
- Р6 (Череповець — Бєлозерськ — Липин Бір)
- Р7 (Чекшино — Тотьма — Нікольськ)

### Залізничний
Станція «Вологда» — великий залізничний вузол. Напрямки: південне (Ярославль — Москва), західне (Череповець — Санкт-Петербург), північне (Архангельськ, Мурманськ, Сєверодвінськ, Котлас, Сиктивкар, Воркута, Сосногорськ), східне (Кіров — Єкатеринбург (Свердловськ) — Астана)

### Авіаційний
- Аеропорт у Вологді (рейси до Москви, Великого Устюга, Кічменського Городка, Витегри)
- Аеропорт у Череповці (рейси до Москви, Санкт-Петербурга, Петрозаводська)

### Водний
Порт у м. Череповці — один з найбільших на Волго-Балтійському водному шляху. У причальної стінки довжиною більше 900 метрів можуть оброблятися річкові й змішаного плавання, «річка-море», судна. У складі порту самохідний і несамохідний вантажний флот загальним тоннажем понад 61 тисячу тонн, буксирні теплоходи, плавмеханізація й портальні крани вантажопідйомністю від 5 до 40 тонн, пасажирський флот, відкриті й закриті складські майданчики.

## Зв'язок
- Дротовий зв'язок: монополіст — Вологодська філія Відкритого Акціонерного Товариства «Північно-Західний Телеком»
- Мобільний зв'язок: на території області працює три загальноросійські оператори. У порядку убування строку роботи й числа абонентів: «Мегафон», «МТС», «Білайн» Послуги мобільного зв'язку є на території практично всіх районів, але охоплення території нерівномірне — в основному промислово розвинений південь, а також центр і захід області; у східних районах мобільний зв'язок у ключових населених пунктах. Загальна кількість абонентів становить понад 600 тис. осіб.
- Поштовий зв'язок: Управління федерального поштового зв'язку Вологодської області.

## ЗМІ
Обласні ЗМІ нечисленні.
- Найбільша обласна газета — «Красный Север» (з 1917 г). Інші обласні газети: «Российский Север», «Наш регион», «Премьер», «Хронометр»
- Обласне телебачення представлене філією ВДТРК «Вологодське телебачення»
- Радіо: «Трансмит», «Премьер», «Вологодское радио»
- Інформаційні агентства: Вологодський інформаційний центр, Новини Вологодської області

## Адміністративний поділ
З 1 січня 2006 року відповідно до Федерального закону № 131 «Про загальні принципи організації місцевого самоврядування в Російській Федерації» на території Вологодської області було утворено 372 муніципальних утворення:
- 2 міських округи
- 26 муніципальних районів
  - 22 міських поселення
  - 322 сільських поселення

| № п/п | Район, округ, міський округ   | Площа, км² | Населення, осіб (2002) | Населення, осіб (2010) | Населення, осіб (2019) | Адміністративний центр | Поселення | Населені пункти |
| ----- | ----------------------------- | ---------- | ---------------------- | ---------------------- | ---------------------- | ---------------------- | --------- | --------------- |
| 1     | Бабаєвський район             | 9233,30    | 24930                  | 21944                  | 19173                  | Бабаєво                | 7         | 271             |
| 2     | Бабушкінський район           | 7760,50    | 14994                  | 13251                  | 11469                  | імені Бабушкіна        | 6         | 128             |
| 3     | Білозерський район            | 5398,04    | 21648                  | 17271                  | 14506                  | Білозерськ             | 6         | 275             |
| 4     | Вашкінський район             | 2883,92    | 10002                  | 8089                   | 6615                   | Липин Бор              | 3         | 197             |
| 5     | Великоустюзький район         | 7732,88    | 65291                  | 57886                  | 53694                  | Великий Устюг          | 15        | 412             |
| 6     | Верховазький район            | 4255,47    | 16346                  | 13898                  | 12744                  | Верховаж'є             | 9         | 230             |
| 7     | Вожегодський район            | 5751,59    | 18976                  | 16790                  | 14414                  | Вожега                 | 8         | 301             |
| 8     | Вологодський район            | 4540,00    | 50956                  | 50438                  | 52160                  | Вологда                | 10        | 901             |
| 9     | Витегорський район            | 13088,47   | 31757                  | 27139                  | 23923                  | Витегра                | 8         | 206             |
| 10    | Грязовецький район            | 5025,70    | 41644                  | 35778                  | 32152                  | Грязовець              | 7         | 485             |
| 11    | Кадуйський район              | 3262,62    | 18653                  | 17109                  | 16667                  | Кадуй                  | 4         | 202             |
| 12    | Кириловський район            | 5394,19    | 18627                  | 15877                  | 14686                  | Кириллов               | 7         | 474             |
| 13    | Кічменгсько-Городецький район | 7061,19    | 22187                  | 18485                  | 15379                  | Кічменгський Городок   | 3         | 341             |
| 14    | Міжріченський район           | 3624,10    | 7641                   | 6112                   | 5334                   | Шуйське                | 4         | 149             |
| 15    | Нікольський район             | 7476,71    | 26461                  | 22414                  | 19583                  | Нікольськ              | 7         | 215             |
| 16    | Нюксенський район             | 5167,42    | 11714                  | 9777                   | 8357                   | Нюксениця              | 4         | 128             |
| 17    | Сокольський район             | 4139,06    | 57993                  | 51399                  | 48133                  | Сокол                  | 9         | 397             |
| 18    | Сямженський район             | 3949,98    | 10384                  | 8929                   | 7992                   | Сямжа                  | 4         | 162             |
| 19    | Тарногський район             | 5175,74    | 15363                  | 12838                  | 11237                  | Тарногський Городок    | 6         | 261             |
| 20    | Тотемський район              | 8195,98    | 26392                  | 23885                  | 22243                  | Тотьма                 | 7         | 222             |
| 21    | Усть-Кубинський район         | 2443,94    | 9350                   | 8094                   | 7502                   | Устьє                  | 4         | 236             |
| 22    | Устюженський район            | 3558,60    | 21679                  | 18738                  | 16590                  | Устюжна                | 8         | 218             |
| 23    | Харовський район              | 3563,67    | 20576                  | 16438                  | 13739                  | Харовськ               | 6         | 380             |
| 24    | Чагодощенський район          | 2410,19    | 15624                  | 13865                  | 11766                  | Чагода                 | 4         | 91              |
| 25    | Череповецький район           | 7636,74    | 40871                  | 41025                  | 38570                  | Бабаєво                | 13        | 555             |
| 26    | Шекснинський район            | 2528,07    | 36007                  | 33375                  | 33482                  | Шексна                 | 9         | 375             |
| 1     | Вологодський міський округ    | 116,57     | 301633                 | 309290                 | 319074                 | Вологда                | -         | 2               |
| 2     | Череповецький міський округ   | 116,57     | 311869                 | 312310                 | 316529                 | Череповець             | -         | 1               |

## Найбільші населені пункти
Населені пункти з населенням понад 10 тисяч осіб:
| № | Населений пункт | Населення, осіб (2002) | Населення, осіб (2010) | Населення, осіб (2019) |
| - | --------------- | ---------------------- | ---------------------- | ---------------------- |
| 1 | Череповець      | 311869                 | 312310                 | 316529                 |
| 2 | Вологда         | 293046                 | 301755                 | 311846                 |
| 3 | Сокол           | 43042                  | 38452                  | 36668                  |
| 4 | Великий Устюг   | 33419                  | 31665                  | 31189                  |
| 5 | Шексна          | 21615                  | 20953                  | 18760                  |
| 6 | Грязовець       | 16172                  | 15528                  | 14809                  |
| 7 | Бабаєво         | 12604                  | 12073                  | 11328                  |
| 8 | Кадуй           | 11798                  | 11284                  | 11097                  |
| 9 | Витегра         | 11400                  | 10488                  | 10273                  |

## Культура, туризм
Ряд міст і населених пунктів області: Бєлозерськ, Великий Устюг, Вологда, Устюжна, Тотьма й інші, — мають статус історичних і є музеями просто неба. Великий Устюг з 1999 року вважається батьківщиною російського Діда Мороза.
Провідні музеї: історико-архітектурні й художні музеї-заповідники Вологодський, Кирило-Бєлозерський, Велико-Устюгський; Тотемське й Череповецьке музейні об'єднання. Під Вологдою розташований архітектурно-етнографічний музей Вологодської області — Семенково.
Особливий інтерес представляють пам'ятники культової архітектури, у тому числі ансамблі Спасо-Прилуцького, Кирило-Бєлозерського та інших монастирів. Найзнаменитіший Ферапонтів монастир, завдяки фресковому ансамблю, виконаному в 1502 р. давньоруським художником Діонісієм, включений у Список всесвітньої спадщини ЮНЕСКО.
Вологодщина знаменита великою кількістю збережених пам'ятників дерев'яного зодчества. Однак, з різних причин, число й збереженість об'єктів дерев'яної архітектури неухильно знижується. Так, в 1963 р. згоріла церква Покрова Пресвятої Богородиці під Витегрою, безпосередній попередник знаменитого Преображенського храму Кізького цвинтаря.
В області добре налагоджений мисливсько-рибальський туризм, непогана база для розвитку т. зв. сільського туризму.
Вологодський край як частина Російської Півночі зумів зберегти значне число пам'ятників етнічної спадщини російського народу (пісні, сказання, билини, літописи). В XIX—XX століттях тут були «відкриті» найкращі зразки фольклору, церковної й світської літератури. У побуті і культурному житті сучасного населення сіл і хуторів Вологодської області й сьогодні знаходять своє продовження традиції й промисли селянського укладу.
Область цікава своїми природними пам'ятниками. Так, за 70 км від Великого Устюга проти села Порог знаходиться знаменитий геологічний розлам — Опоки: високі, 60 метрові береги на крутому закруті річки Сухони оголюють породи верхній пермі.
В області працює 3 театри: Вологодський державний драматичний театр, Вологодський обласний театр ляльок "Теремок", Вологодський обласний театр юного глядача.

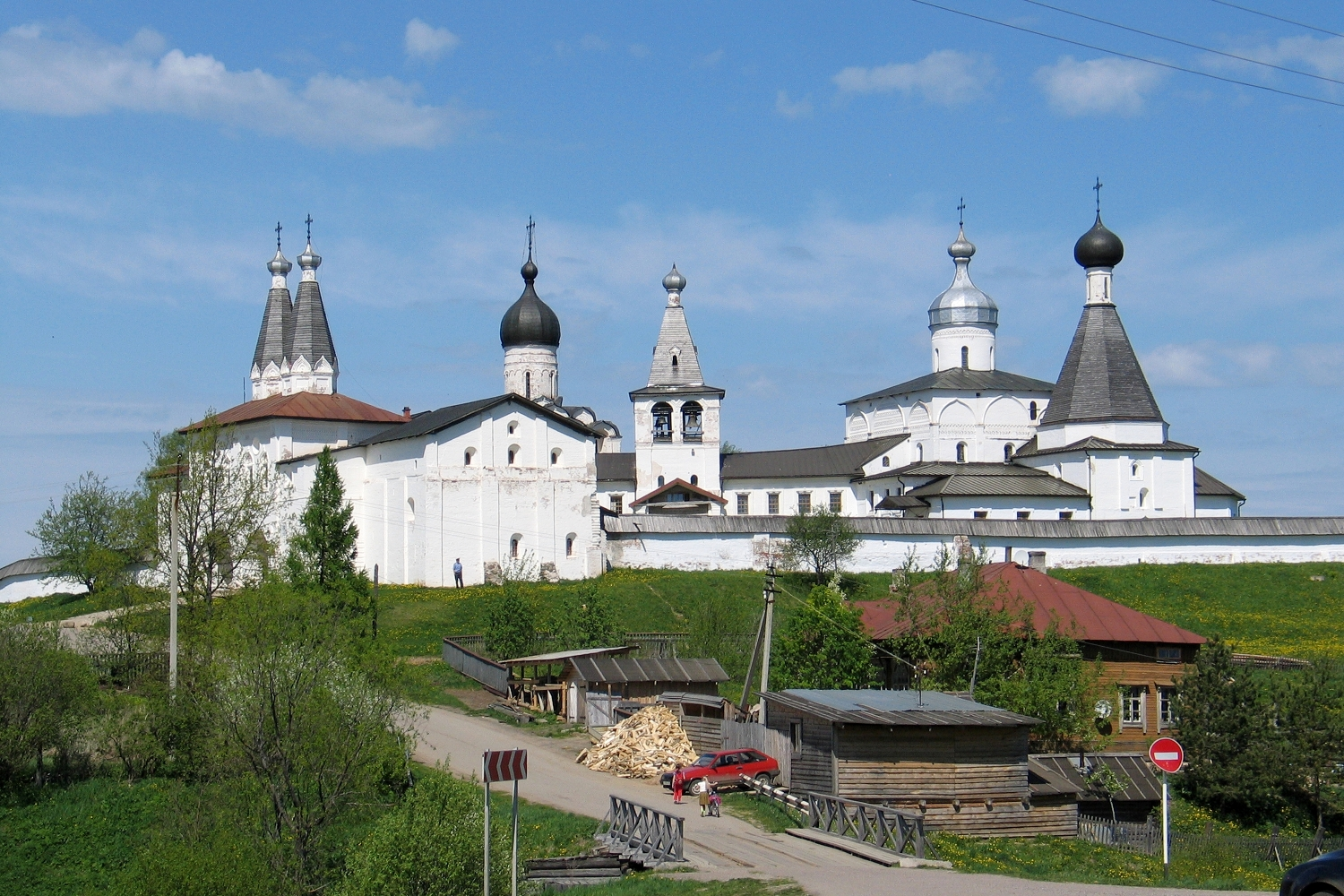
Ферапонтів монастир — пам'ятка ЮНЕСКО
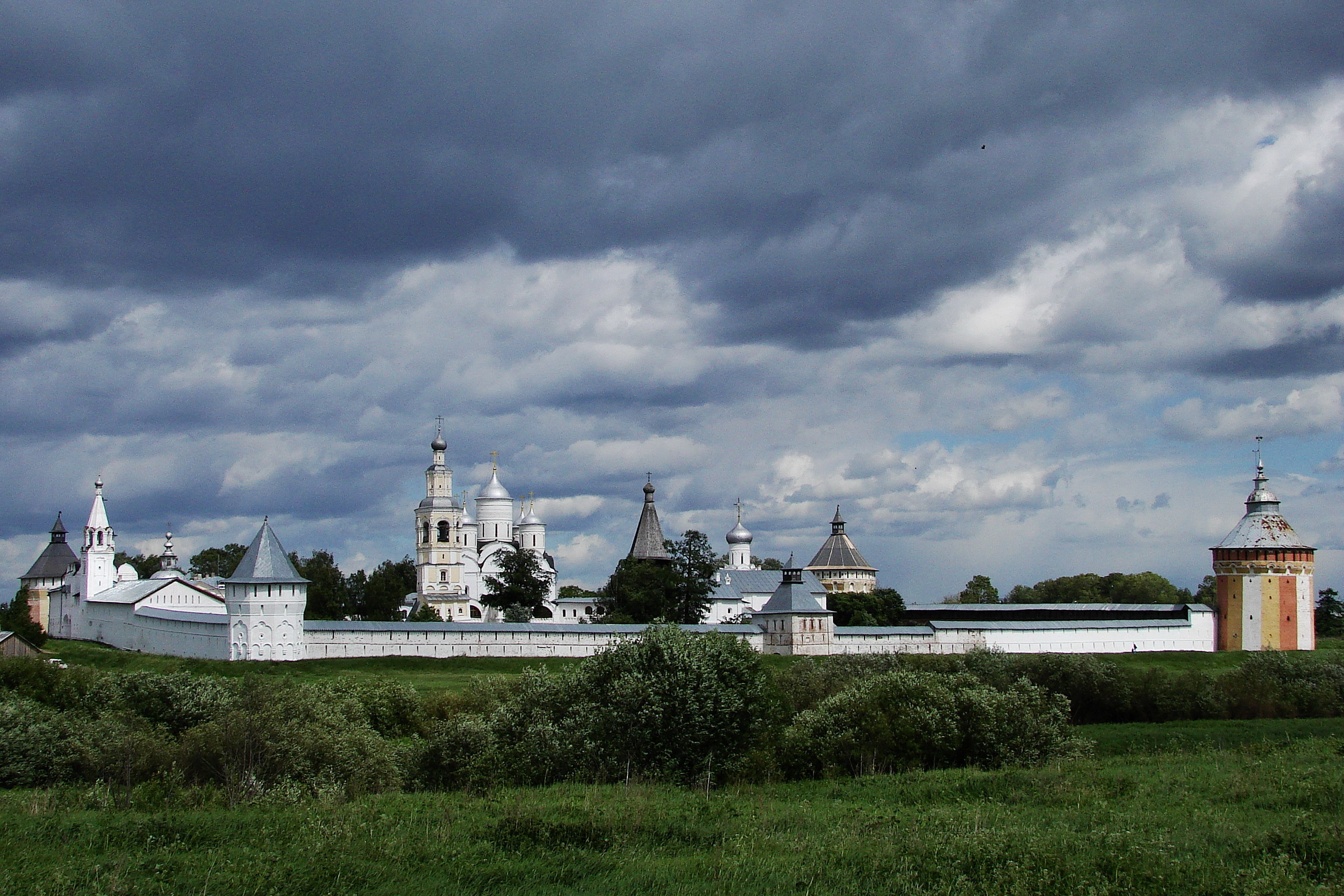
Спасо-Прилуцький монастир Вологди
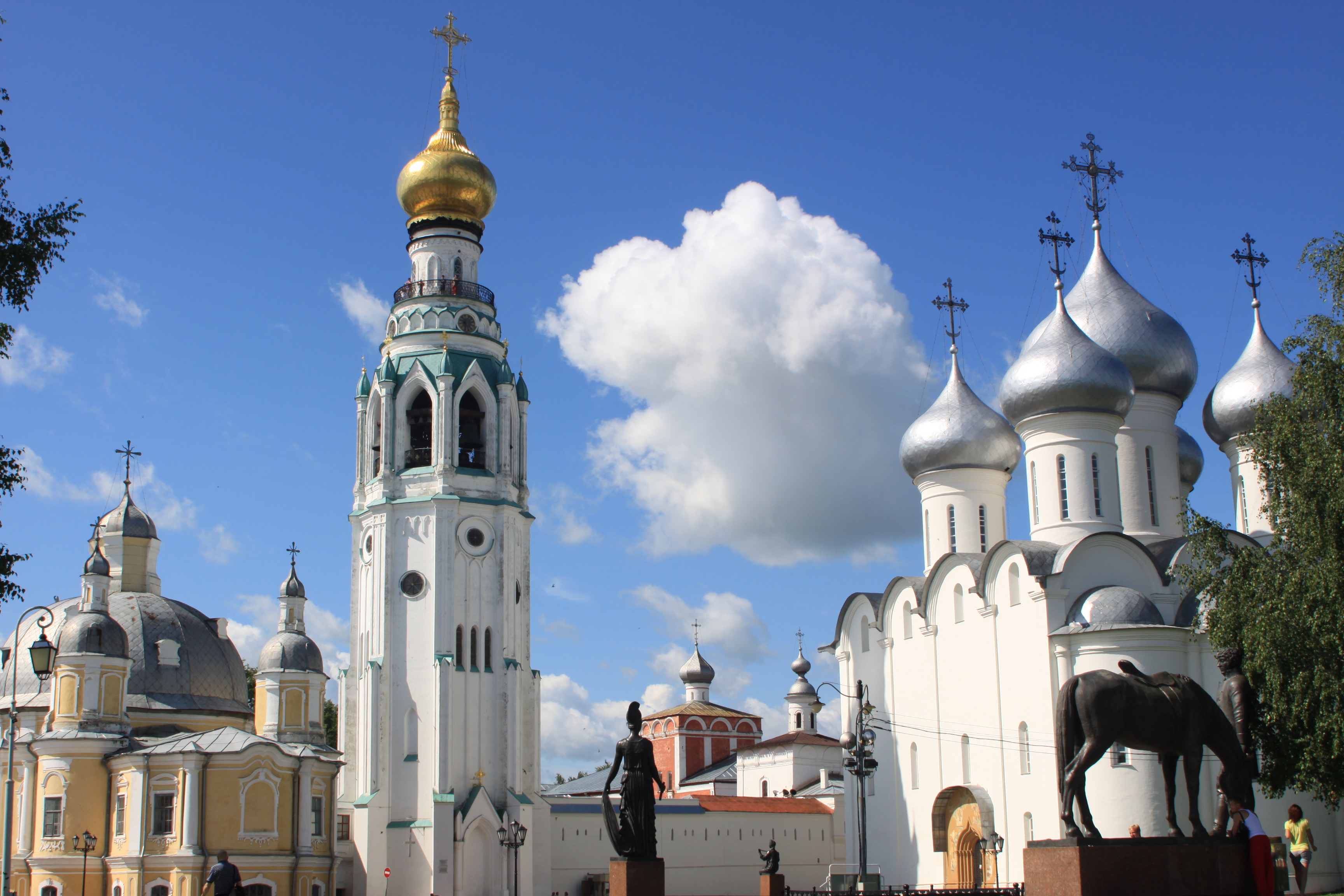
Кремль Вологди із Софійським собором XVI століття
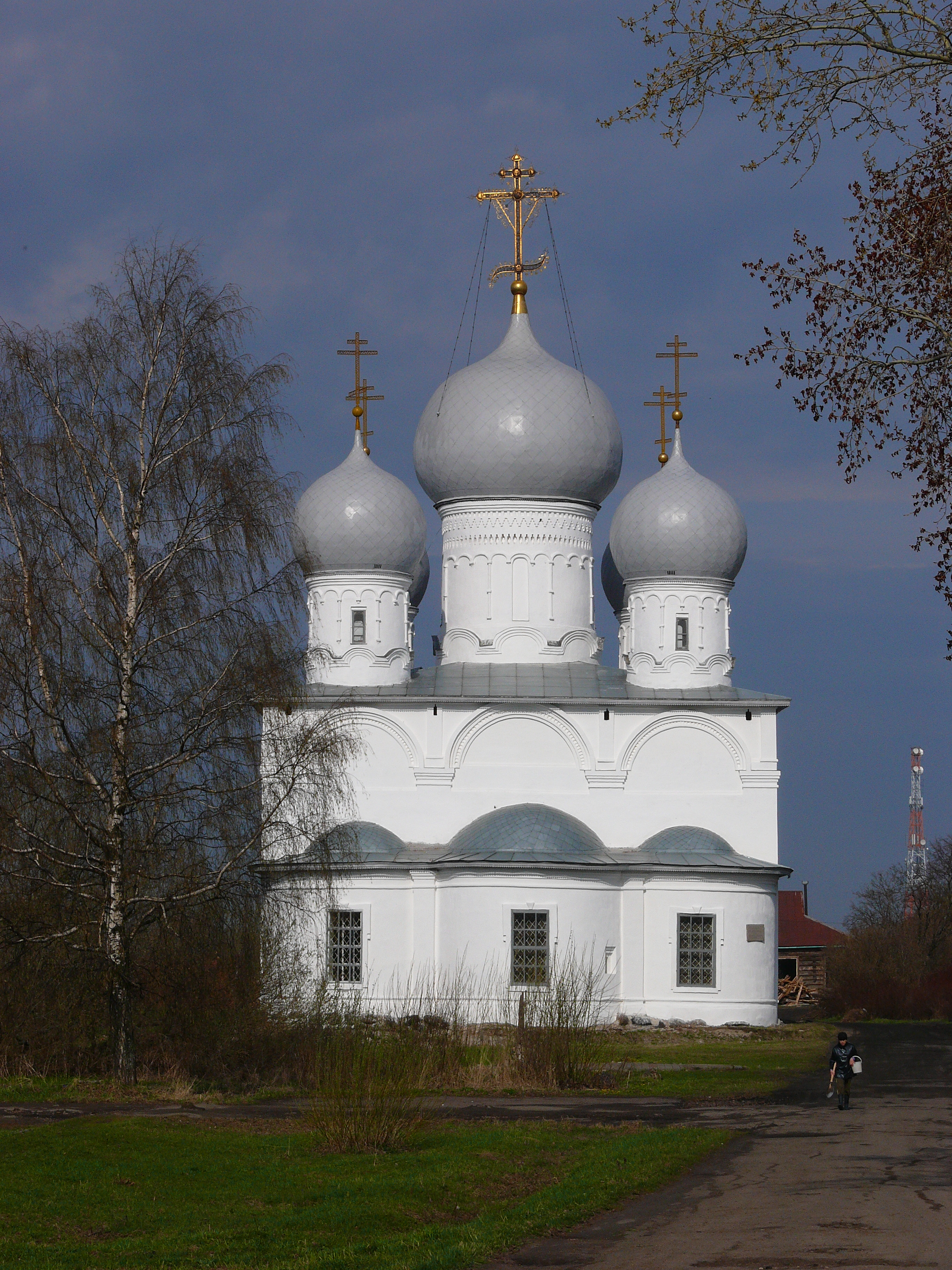
Спасо-Преображенський собор Білозерська, XVII століття
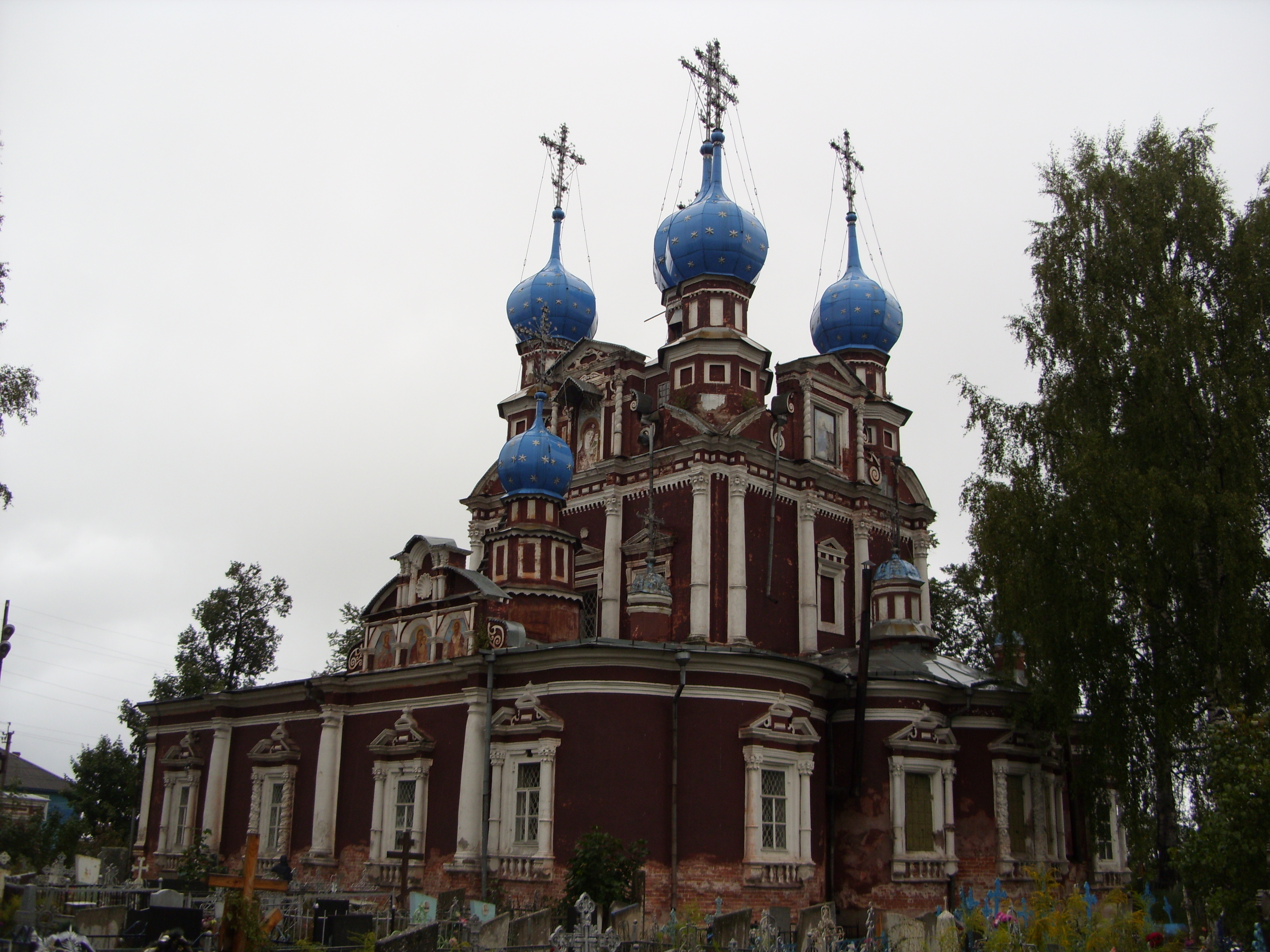
Казанська церква Устюжни, 1693 рік — одна із найстарших пам'яток бароко на Вологодщині
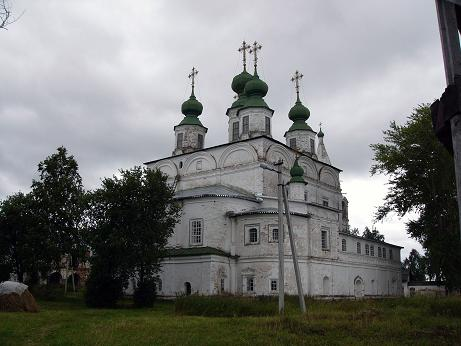
Собор Троїце-Гледенського монастиря
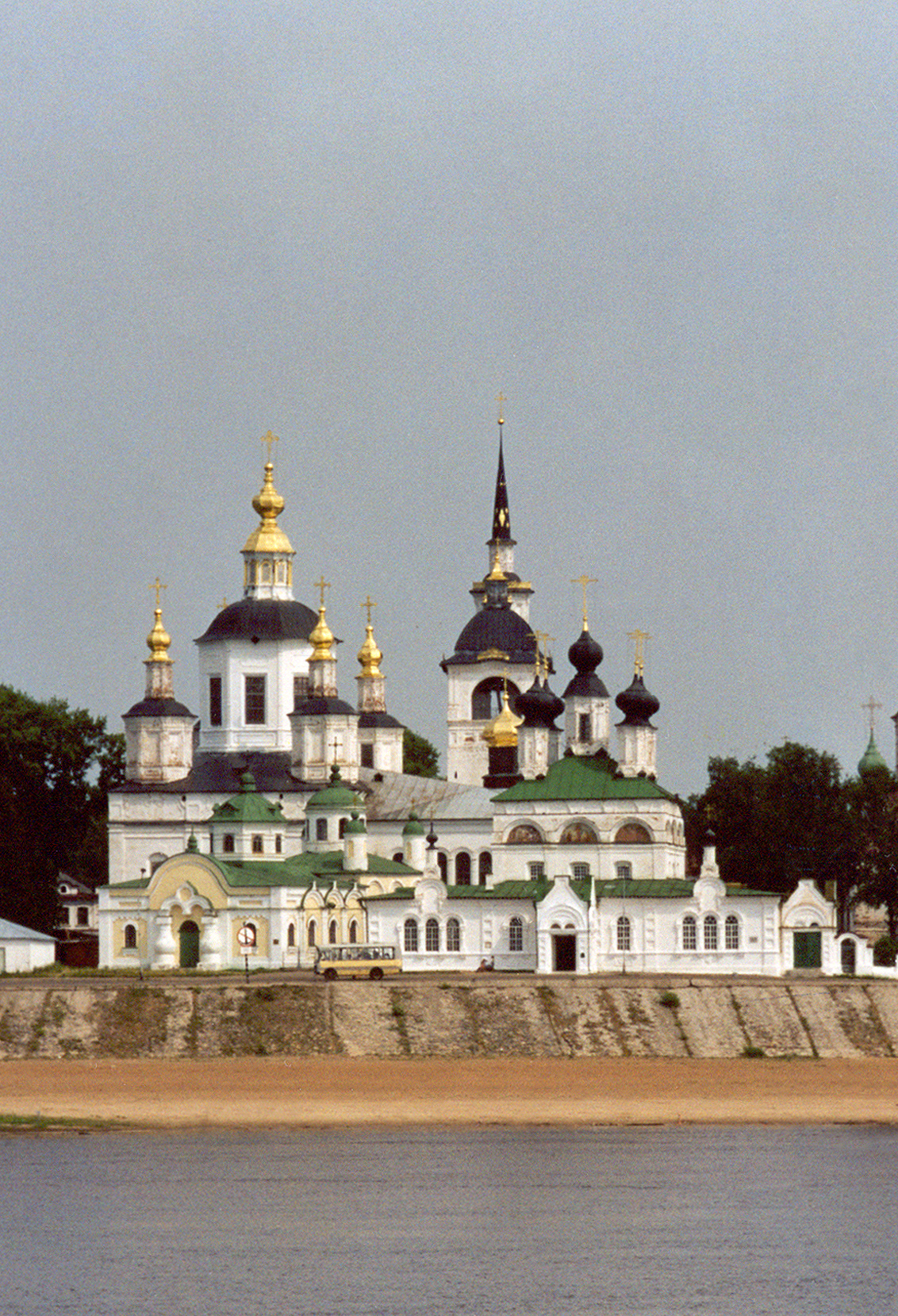
Храми Великого Устюга

## Спорт
Область відома своїми спортсменами, що здобули славу російському спорту на міжнародних змаганнях.
- Альбіна Ахатова (нар. 13 листопада 1976 у місті Нікольську) — російська біатлоністка, заслужений майстер спорту. В естафетних перегонах Альбіна Ахатова завоювала срібну медаль на Зимових Олімпійських іграх 1998 у Нагано, бронзову медаль на Зимових Олімпійських іграх 2002 у Солт-Лейк-Сіті й золото на Зимових Олімпійських іграх 2006 у Турині. Тоді ж Альбіна Ахатова стала бронзовим призером в індивідуальній гонці на 15 км, після того як y Ольги Пильової була вилучена медаль через вживання допінгу. Другу бронзову медаль вона завоювала в гонці переслідування на 10 км;
- Ганна Богалій-Титовець (нар. 12 червня 1979 у селищі Вожега) — російська біатлоністка, заслужений майстер спорту, майстер спорту міжнародного класу. На Зимових Олімпійських іграх 2006 виграла золоту медаль в естафеті.